# ℃-ute Cutie Circuit 2011 〜9月10日は℃-uteの日〜
『℃-ute Cutie Circuit 2011 〜9月10日は℃-uteの日〜』（キュート キューティーサーキット2011 くがつとおかはキュートのひ）は、2011年9月10日に横浜BLITZにて開催された℃-uteのイベント公演である。2011年11月30日DVDのみ発売。発売元はゼティマ。

## 概要
℃-uteの日は例年、CD等の購入者が抽選で参加できるイベントとして行われており、今回も発売予定の最新シングル「世界一HAPPYな女の子」初回限定版に封入された応募券で抽選に応募することになっていた。
しかし、「世界一HAPPYな女の子」は9月7日発売であり、応募期限は翌9月8日24時まで、当選者は9日午後に発表というあまりにギリギリなスケジュールだったため、最終的には「世界一HAPPYな女の子」発売記念イベントを℃-uteの日とは別に10月10日にZepp Tokyoで開催し（応募券はこちらのイベントの参加応募券に変更）、この年の℃-uteの日は昼夜2公演の有料イベントとして開催された。
昼公演の「中禅寺ナキ子」コーナーには高橋愛が飛び入りで登場した。
2007年の℃-uteの日から毎年行われていたDJマイマイ&MCチッサー＆MCカッパーのコーナーは今回の昼公演で最終回となった。

## DVD
『℃-ute Cutie Circuit 2011 〜9月10日は℃-uteの日〜』（2011年11月30日）
1. OPENING
2. Kiss me 愛してる
3. Midnight Temptation
4. 涙の色
5. MC1
6. ★憧れ My STAR★を踊ってみた（℃-ute）
7. MC2
8. セブンティーンズ VOW
9. 大きな愛でもてなして
10. 即 抱きしめて
11. 演歌歌手「中禅寺ナキ子」のコーナー
12. 学生コントのコーナー～歌って踊ってみた？
13. Go Go Go!
14. わっきゃない(Z)
15. 美少女心理
16. MC3
17. Danceでバコーン!
18. 都会っ子 純情
19. JUMP
20. ENCORE：越えろ!楽天イーグルス
21. ENCORE：世界一HAPPYな女の子
22. ENCORE：MC4
23. ENCORE：「忘れたくない夏」

特典映像
16. 超WONDERFUL!（昼公演より）
- バックステージ映像